# ポートランド郡区 (アイオワ州セロゴード郡)
ポートランド郡区は、アメリカ合衆国、アイオワ州、セロゴード郡にある16の郡区の一つである。2000年の国勢調査で、人口は331人だった。

## 地理
ポートランド郡区は、84.0平方キロメートル（32.42平方マイル)で、Nora Springs(東の大半はフロイド郡にある)のごく一部が含まれる。
郡庁所在地のen:Mason_City,_Iowaと北西で隣接する。